# Akademski pevski zbor Alojzij Mav
Akademski pevski zbor Alojzij Mav je študentski pevski zbor, ki deluje od leta 1978. Imenuje se po skladatelju duhovne glasbe Alojziju Mavu. Zbor sestavljajo mladi pevci, večinoma študentje in mlajši izobraženci, ki prihajajo iz vse Slovenije. Zbor je sprva sooblikoval bogoslužje pri večernih mašah v cerkvi Marijinega oznanjenja na Tromostovju v Ljubljani. Sedaj zbor sooblikuje nekatere maše in deluje v cerkvi sv. Jakoba (Gornji trg) v Ljubljani. V vseh letih obstoja zbor prepeva tako cerkveno kot tudi posvetno glasbo domačih in tujih skladateljev. Zbor se posveča tudi negovanju ljudske pesmi. Zbor nastopa po Sloveniji, v zamejstvu in tudi v tujini.

## Poslanstvo
Poslanstvo zbora je oznanjanje Božje besede s pomočjo glasbe. Pomembno poslanstvo zbora je tudi prenašanje ljubezni do petja na mlajše rodove.

## Dejavnosti
Pevske vaje imajo redno vsak torek od 19:00 do 22:00. Po potrebi organizirajo tudi intenzivne pevske vikende. Pred pomembnejšimi nastopi imajo vaje tudi pogosteje. Pevske vaje so brezplačne, prispevati pa je potrebno za intenzivne pevske vikende ter prvomajske izlete. 

### Projekti
Vsako leto izvedejo letni koncert. Občasno pojejo pri nedeljskih večernih mašah in porokah prijateljev. Tradicionalno se udeležujejo Revije ljubljanskih pevskih zborov v Škofijski gimnaziji v Ljubljani. Za prvomajske praznike z zborom odpotujejo v tujino, kjer tudi organizirajo manjši koncert.

## Moto
Kjer je resnična ljubezen, tam sam Bog prebiva.